# Neukirchen (Altmünster)
Neukirchen o Neukirchen bei Altmünster è una frazione di 1 784 abitanti del comune austriaco di Altmünster, nel distretto di Gmunden in Alta Austria. Già comune autonomo istituito nel 1850 scorporandolo da Altmünster, nel 1861 è stato nuovamente aggregato ad Altmünster.